# جنگ فرسایشی (نظریه بازی‌ها)
بازی جنگ فرسایشی
بازی جنگ فرسایشی

برای درس نظریه بازی ها و کاربرد آن در اقتصاد
در نظریه بازی ها، جنگ فرسایشی یک بازی با زمان پویا است؛ بدین معنا که بازیکنان یک زمان برای توقف بازی انتخاب می‌کنند (البته توقف بازی می‌تواند با رسیدن به یک امتیاز خاص، یک هزینه خاص یا موارد مشابه صورت بگیرد). اساس این‌گونه بازی‌ها بر بده بستانی از سود استراتژیک بدست آمده از ضرر دیگر بازیکنان و هزینه افزایش‌یافته در گذر زمان است؛ و بازی تا زمان مشخص شده برای توقف تکرار می‌شود. به عبارت دیگر، با ادامه بازی طرفین به بدست آوردن سود نزدیک تر می‌شوند ولی هر مرحله از بازی هزینه‌ای را نیز به طرفین تحمیل می‌کند. در مقابل این بازی‌ها، بازی‌های پیش خرید شده (pre-emiton) وجود دارند، این بازی‌ها مشابه جنگ ‌های فرسایشی زمانی پویا(موقت) دارند، با این تفاوت که اساس بازی بر بده بستانی از هزینه بدست آمده از ضرر دیگر بازیکنان و سود افزایش‌یافته در گذر زمان است. این مدل در اصل توسط جان ماینارد اسمیت (به  زبان انگلیسی: John Maynad Smith) فرمول‌بندی شده‌است. یک  استراتژی پایدار تکاملی (ESS) ترکیبی توسط تیم بیشاپ (به  زبان انگلیسی: Tim Bishop) و کانینگز (به  زبان انگلیسی: Chris Cannings) تعیین شده‌است. یک مثال از بازی‌های جنگ فرسایشی، “all-pay auction” است. در این بازی جایزه به بازیکنی تعلق می‌گیرد که بیش‌ترین پیشنهاد را داده و همه بازیکنان هزینه‌ای به اندازه کم‌ترین پیشنهاد متقبل می‌شوند.

## نگاه تاریخی
جنگ فرسایشی میان  مصر و  اسرائیل از  مارس ۱۹۶۹ تا قرارداد آتش-بس در  اوت ۱۹۷۰، معمولاً به عنوان درگیری اصلی شناخته شده نبوده‌است. نتیجه غیرقطعی آن باعث شد تا ناظران از این حقیقت که این یک جنگ محدود در همه جوانب است غافل شوند. با توجه به مقاصدی که هر دو طرف داشتند، هر کدام موفق می‌شدند، باعث تحول عظیمی در منطقه می‌شد. اهداف مصریان، رسیدن به توانایی عبور از  کانال سوئز و تصرف قدرتمندانه   صحرای سینا بود. هدف اسرائیلی‌ها نه تنها جلوگیری از این موضوع و برقراری دوباره آتش-بس در منطقه بود، بلکه به‌طور جدی تلاش می‌کردند تا رژیم مصر را با فشار نظامی تحت سلطه خود درآورند. اگرچه دو طرف بخش اصلی نیروهای نظامی‌شان (به‌طور مستقیم یا به عنوان قسمتی از موقعیت‌های ثابت) را بر نزاع بر کانال سوئز متمرکز کرده بودند، ولی درگیری به منطقه خاصی محدود نشده بود و در عوض این‌طور به نظر می‌رسید که اثرات درگیری‌ها هم‌زمان به دیگر نیروهای خط مقدم اسرائیل نیز منتقل شده‌است؛ و به‌طور خلاصه می‌توان گفت که جنگ به‌طور قابل ملاحظه‌ای مهم بوده‌است. در واقع استراتژی افکار طرفین، این جنگ شش روزه را به جنگی فرسایشی تبدیل کرد.
یک جنگ فرسایشی ممکن است به عنوان استراتژی پذیرفته شود (که در آن ترجیحاً یگان رزمی فشاری را تحمل می‌کند تا منجر به شکست مستقیم طرف دیگر شود، نظیر جنگ جهانی اول ). وقتی یکی از طرفین ضعیف‌تر از دیگری است یا زمانی که امکان پیش‌بینی نتیجه حاصل از یک تصمیم صریح وجود ندارد؛ در آغاز این‌گونه جنگ‌ها طرف ضعیف درگیری باید برای جلوگیری از وسعت میدان طرف مقابل، بررسی‌هایی را انجام دهد و با فشاری کامل به قوای پیشتاز نظامی‌اش، وارد جنگ شود. اگر بتواند این کار را انجام دهد، در این مرحله به بعد هدف دیگر یک برخورد قاطع و محکم برای شکستن نیروهای حریف نیست و فقط باید استراتژی را به این تغییر دهد که با خسته کردن و فرسایش، نیروهای دشمن را وادار کند به جنگ بدون امتیاز ادامه دهند. واضح است که ادامه این جنگ، طرفین را متحمل هزینه‌هایی خواهد کرد که بعضاً از ارزش پیروزی بیش‌تر است و ادامه جنگ عملاً سودی برای طرفین (یا یکی از طرف‌ها) نخواهد داشت.

## مطالعه دقیق بازی
برای اینکه ببینیم این بازی چگونه عمل می‌کند، به بررسی بازی «all-pay auction» می‌پردازیم. فرض کنید بازیکن‌ها به صورت هم‌زمان برای یک منبع به ارزش {\displaystyle V} قیمتی پیشنهاد می‌دهند، و بازیکنی که بیش‌ترین قیمت را پیشنهاد دهد، منبع را برنده می‌شود؛ و همه بازیکنان به اندازه کم‌ترین قیمت پیشنهاد شده هزینه متحمل می‌شوند (در بعضی از نسخه‌های این بازی هزینه هر بازیکن به اندازه پیشنهادی است که خودش داده‌است). به بیان دیگر اگر قیمت پیشنهادی بازی‌کن iام را {\displaystyle b_{i}} در نظر بگیریم، نتیجه نهایی برای او در صورتی ک برنده نشود، {\displaystyle -b_{i}} و در صورتی که منبع را برنده شود {\displaystyle V-b_{i}} می‌شود. در صورتی که چند (k) بازیکن بیش‌ترین قیمت ({\displaystyle b}) را پیشنهاد داده باشند، منبع بین آن‌ها به‌طور مساوی تقسیم می‌شود؛ بنابراین نتیجه نهایی برای این بازیکنان {\displaystyle {\frac {V}{b}}} می‌شود. نهایتاً قیمت پیشنهادی در هر زمان، یک جنگ فرسایشی محسوب می‌شود. با این که قیمت پیشنهادی بالا می‌تواند احتمال بدست آوردن جایزه را بالا برد، اما هزینه بیش‌تری را نیز دربردارد (این جمله حاکی از بده-بستان سود و زیان در این بازی است).
فرض اینکه بازیکنان می‌توانند هر قیمتی را پیشنهاد دهند در تحلیل بازی بسیار مهم است. قیمت پیشنهادی حتی می‌تواند از ارزش منبع که رقابت بر سر آن است نیز بیش‌تر شود. در ابتدا این انتخاب ممکن است غیرعقلانی به نظر آید ـ پرداخت قیمتی بالاتر از ارزش آن به نظر نابخردانه می‌آید ـ از آن‌جایی که هر بازیکن به اندازه کم‌ترین قیمت پرداخت می‌کند، بنابراین به نظر می‌آید هر بازیکن مایل به پیشنهاد بیش‌ترین قیمت ممکن باشد تا قیمتی کم‌تر مساوی ارزش منبع.
اگر همه بازیکنان قیمتی بیش از {\displaystyle V} پیشنهاد دهند، بازیکن پیشنهاد دهندهٔ بالاترین قیمت، به جای سود، ضرر می‌کند. به بیان دیگر بازیکنی که کم‌ترین قیمت({\displaystyle b}) را پیشنهاد داده به اندازه {\displaystyle b} هزینه می‌کند و بازیکنی که بیش‌ترین قیمت را پیشنهاد داده، هزینه {\displaystyle V-b} را متحمل می‌شود (که در این حالت {\displaystyle b>V} است) و این وضعیت  پیروزی شکست‌آمیز نامیده می‌شود. اگر همه بازیکنان قیمتی مثل {\displaystyle b>{\frac {V}{n}}} را پیشنهاد دهند، همگی {\displaystyle {\frac {V}{n}}-b} از دست می‌دهند. Luce و Raiffaاین حالت اخیر را وضعیت ویران‌گر نامیده‌اند؛ که همه بازیکنان ضرر می‌کنند و هیچ برنده‌ای وجود ندارد.
استنتاجی که می‌توان از این شبه ماتریس داشت این است که قیمتی پیشنهادی وجود ندارد تا در همه حالات سودمند باشد، بنابراین هیچ  استراتژی غالبی وجود ندارد. همچنین در این بازی هیچ   تعادل نشی وجود ندارد، که در ادامه آن را برای بازی دو نفره اثبات خواهیم کرد:
- اگر دو بازیکن پیشنهادهای متفاوتی داده باشند: پس بازی یک بالاترین پیشنهاد دهنده و یک پایین‌ترین پیشنهاد دهنده دارد، استراتژی عقلانی برای پایین‌ترین پیشنهاد دهنده، که می‌داند قرار است زیان کند، این است که قیمت صفر را پیشنهاد دهد؛ و بالاترین پیشنهاد دهنده، یک قیمت بالاتر و مایل به صفر را ترجیح می‌دهد تا نتیجه نهایی خود را بیشینه کند. در این حالت پایین‌ترین پیشنهاد دهنده انگیزه این را دارد تا قیمتی اندکی بیش‌تر از رقیب خود را پیشنهاد دهد تا منبع را برنده شود. پس هر دو بازیکن ممکن است استراتژی خود را برای افزایش سود یا کاهش ضرر تغییر دهند.
- اگر دو بازیکن قیمتی یکسان پیشنهاد داده باشند: اگر قیمت پیشنهاد شده از {\displaystyle {\frac {V}{2}}} بیش‌تر باشد، سود دو بازیکن منفی می‌شود؛ و برای هر پیشنهاد زیر {\displaystyle {\frac {V}{2}}}، هر بازیکن انگیزه این را دارد تا قیمت بالاتری پیشنهاد دهد؛ بنابراین هر کدام از بازیکنان ممکن است استراتژی خود را تغییر دهند. در نتیجه این حالت نیز نمی‌تواند تعادل نش باشد.

برای دو حالت کلی در بالا اثبات شد، می‌توان اثبات کرد از آن‌جایی که هر بازیکن انگیزه تغییر استراتژی خود را در هر شرایط منطقی دارد، هیچ تعادل نشی در این بازی وجود ندارد.

## فرمول‌بندی پویا واستراتژی پایدار تکاملی
یک فرمول‌بندی عمومی دیگر از جنگ فرسایشی بدین صورت است که دو بازیکن در یک رقابت هستند، ارزش هدف برای هر کدام از بازی‌کنان {\displaystyle V_{i}>0} است و زمان در این بازی یک متغیر پیوسته‌است که از صفر شروع می‌شود و تا بی‌نهایت ادامه دارد. هر بازیکن زمانی که هدف به بازیکن دیگر واگذار شود را انتخاب می‌کند. در شرایط برابری، هر بازیکن {\displaystyle {\frac {V_{i}}{2}}-b} سود دریافت می‌کند. از آن‌جایی که هر بازیکن از یک واحد سود در طول دوره زمان استفاده می‌کند، زمان در این بازی ارزش‌مند است. این فرمول‌بندی اندکی پیچیده‌است، چون به هر بازیکن اجازه منتسب کردن ارزش‌های متفاوتی به هدف می‌دهد و در نتیجه تعادل در این فرمول به اندازه دیگر فرمول‌ها واضح نیست. استراتژی پایدار تکاملی در این بازی، در صورتی ترکیبی است که احتمال پایداری برای یک مدت زمان به صورت زیر باشد:
{\displaystyle P(t)={\frac {1}{V}}e^{({\frac {-t}{V}})}}

## استراتژی پایدار تکاملی در فرهنگ عمومی
در هنگام بازی استراتژی پایدار تکاملی یک   تابع چگالی احتمال از زمان‌های تصادفی پایداری وجود دارد که نمی‌توان رفتار حریف را در هیچ رقابت خاصی پیش‌بینی کرد. این نتیجه سبب این پیشگویی شده که تهدید لزوماً عدم پیشرفت را نشان نمی‌دهد و نیز به این نتیجه هدایت می‌کند که بهینه‌ترین استراتژی نظامی رفتاری کاملاً غیرقابل پیش‌بینی است. به نظر نمی‌آید هیچ‌کدام از برداشت‌های گفته شده کاربرد درست و قابل سنجشی از مدل در شرایط واقعی دهند.

## بررسی جنگ فرسایشی در رفتار حیوانات
موفقیت در درگیری‌های حیوانات در حیات وحش بر سر بقا، تغذیه و… به فراوانی جمعیت وابسته است، هر چقدر اندازه جمعیت بالا می‌رود، احتمال موفقیت در مبارزه پایین می‌آید. استراتژی‌های هر گونه حیوان در مقابل گونه‌های مختلف حیوانات دیگر را نقش می‌نامند. برای مثال در مدل شاهین/کبوتر (به  زبان انگلیسی: Hawk/Dove) حیوانات دو نقش جنگ‌گرایی یا صلح‌گرایی دارند.
- بررسی استراتژی پایدار تکاملی

زمانی که استراتژی غالب در یک جمعیت را مشخص می‌کنیم، در واقع آن استراتژی‌ها را در «شرایط استاندارد» طبق مدل ماینارد اسمیت مشخص کردیم؛ و اگر یک استراتژی توسط بیش از نیمی از جمعیت پذیرفته شود، آن را استراتژی پایدار تکاملی می‌نامیم. در واقع استراتژی پایدار تکاملی، استراتژی است که اگر توسط اکثریت جمعیت انتخاب شود، نمی‌تواند توسط استراتژی نادر دیگری مورد هجوم قرار گیرد. شرایط استاندارد برای تشخیص اینکه یک استراتژی پایدار تکاملی است یا خیر، به صورت زیر است:
{\displaystyle E(I,I)>E(I,J)}
یا
(E(I,I سود استراتژی I در مقابل استراتژی I است؛ بنابراین طبق شرط ۱، استراتژی I یک استراتژی پایدار تکاملی است؛ اگر سود استراتژی I در مقابل I بیش‌تر از سود استراتژی J در مقابل I باشد.
- بررسی جنگ فرسایشی

هنگامی که دو حیوان بر سر یک منبع به رقابت می‌پردازند، میزان انرژی که برای به دست آوردن این منبع می‌خواهند صرف کنند، از پیش تعیین شده‌است. حیوانات به رقابت می‌پردازند تا زمان/انرژی به پایان رسد و ارزش منبع در طول زمان تغییر نمی‌کند. در این رقابت حیوانی برنده می‌شود که بیش‌ترین انرژی از پیش تعیین شده را صرف کرده باشد. این بازی را می‌توان به صورت زیر مدل کرد:
نرخ مجموع هزینه: {\displaystyle c}
طول رقابت: {\displaystyle T}
هزینه رقابت: {\displaystyle cT}
ارزش منبع: {\displaystyle V}
زمان پایداری حیوان A: {\displaystyle T_{A}}
زمان پایداری حیوان B: {\displaystyle T_{B}}
در این مثال، بدون کم شدن از کلیت مسئله فرض می‌کنیم {\displaystyle T_{A}>T_{B}} باشد.
نتیجه نهایی برای بازیکن A, {\displaystyle u(A)=V-cT_{B}} : حیوان A منبع را برنده شده ولی باید هزینه c را به ازای هر واحد زمانی از طول بازی پرداخت کند. طول بازی {\displaystyle T_{B}} است زیرا زمانی که یکی از حیوانات از رقابت کنار بکشد بازی تمام می‌شود. (با توجه به فرض مسئله داریم {\displaystyle T_{A}>T_{B}}
نتیجه نهایی برای بازیکن B, {\displaystyle u(B)=V-cT_{B}} : حیوان B منبعی را برنده نشده ولی باید هزینه c را به ازای هر واحد زمانی از طول بازی پرداخت کند؛ که این هزینه همان انرژی است که در طول بازی صرف کرده‌است.
جمعیت در یک زمان ثابتی پایدار نمی‌ماند، همچنین:
اگر {\displaystyle cT<V}؛ یعنی از آن‌جایی که سود نهایی حاصل از به دست آوردن منبع می‌تواند بیش‌تر از هزینه صرف شده باشد، ایستادگی برای منبع می‌تواند ارزش‌مند باشد.
اگر {\displaystyle cT>V}؛ بدین معناست که درگیر شدن در نزاع حتی اگر به نتیجه پیروزی هم ختم شود، آن‌قدر انرژی از طرفین صرف می‌کند که بهتر است وارد جنگ نشد و چیزی را از دست نداد.
هزینه حیوانات برای ادامه جنگ را می‌توان به یک تابع توزیع نمایی منفی از طول جنگ شبیه‌سازی کرد. به همین دلیل اکثر حیوانات ترجیح می‌دهند درگیری‌ها را سریع متوقف کنند و تنها تعداد کمی از آن‌ها به جنگ‌های طولانی روی می‌آورند. طبق مشاهدات اگر نمودار لگاریتمی تعداد درگیری‌های حیوانات بر حسب طول درگیری‌ها را رسم کنیم یک خط راست خواهیم داشت که حاکی از آنچه گفته شد است.